# Akunnaaq
Akunnaaq [aˌkuˈnːɑːq] (nach alter Rechtschreibung Akúnâĸ) ist eine grönländische Siedlung im Distrikt Aasiaat in der Kommune Qeqertalik.

## Lage
Akunnaaq liegt 23 Kilometer östlich von Aasiaat. Der Ort liegt an der Ostküste der Insel Akunnaap Nunaa. Die genau vor dem Ort liegende Insel Sallersuaq bildet eine kleine Bucht, an der der Ort liegt.

## Geschichte

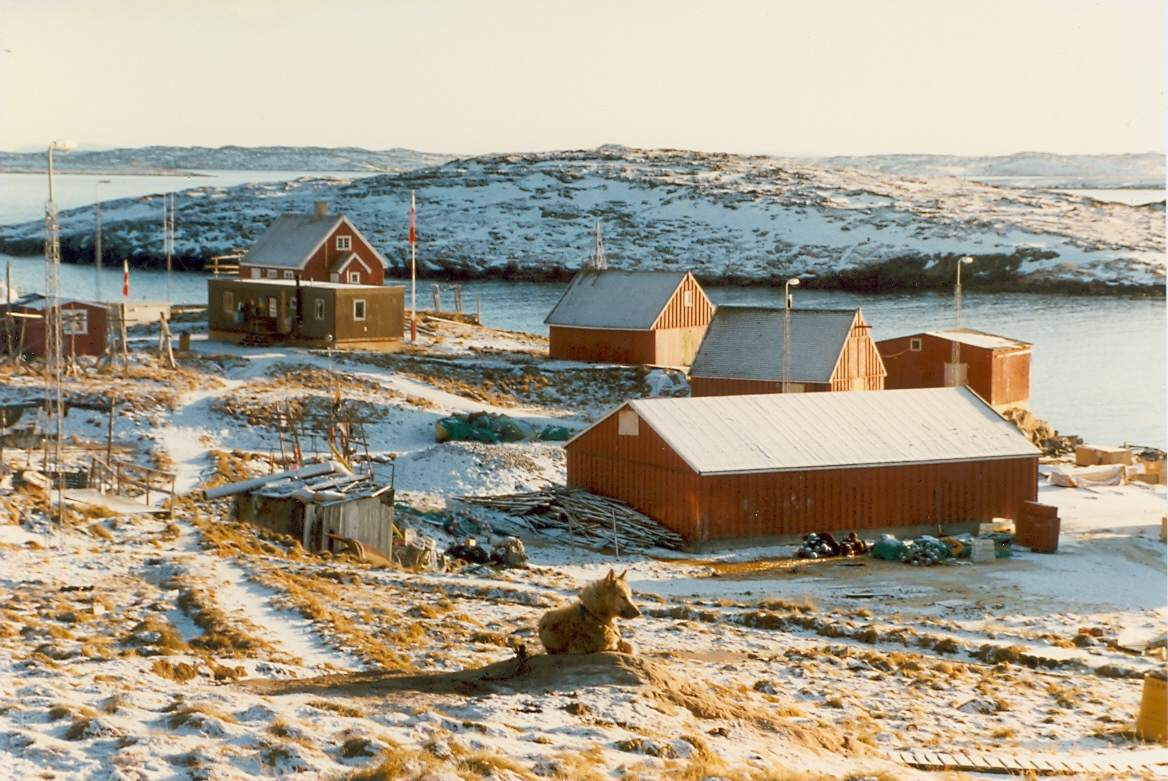
Akunnaaq (1988)

Akunnaaq war schon vor der Kolonialzeit bewohnt. Lange lebten viele Menschen hier, die jedoch fast vollständig der Epidemie von 1785/86 zum Opfer fielen. Marcus Nissen Myhlenphort wollte den Ort neu besiedeln, was aber nicht gelang. 1802 begann ein Däne in Akunnaaq mit Garnfang, der jedoch erfolglos verlief. 1808 gab es ein Haus mit zwei Familien und 17 Einwohnern in Akunnaaq. 1821 und 1831 lebte niemand dort, aber 1850 war der Ort wieder besiedelt.
1903 übernahm der bisherige Wohnplatz den Udstedsstatus von Nivaaq. 1915 hatte Akunnaaq 116 Einwohner. Neben zwölf Wohnhäusern gab es im Ort eine Wohnung für den Udstedsverwalter und ein Laden mit Proviantlager. Beide Gebäude wurden 1903 als bretterverkleidete Fachwerkgebäude errichtet. Dazu gab es ein großes hölzernes Speckhaus mit Betonboden von 1911 und ein kleines Speckhaus von 1903, das als Torfmauerhaus gebaut war. Die Schulkapelle war ein 1907 errichtetes Fachwerkgebäude mit Bretterverkleidung und Dachschindeln und angebautem Leichenhaus. In Akunnaaq lebten 22 Jäger, 6 Fischer, der Udstedsverwalter, ein Katechet und eine Hebamme.
Akunnaaq war bis 1950 Hauptort einer eigenen Gemeinde im Kolonialdistrikt Egedesminde und Teil des 3. Landesratswahlkreises. Der Gemeinde gehörten 1918 noch die Wohnplätze Nivaaq und Nuuk an. Der Ort gehörte zur Kirchengemeinde von Aasiaat und war Teil von dessen östlichem Oberkatechetendistrikt.
1943 und 1948 wurden zwei Fischhäuser errichtet, deren 569 m² Lagerfläche im Jahr 1952 von 36 Fischern befüllt wurden. 1951 wurde eine Schule errichtet und die alte Schulkapelle in eine Kirche umfunktioniert. Die Schule diente auch als Sanitäreinrichtung. Im selben Jahr wurde ein neuer Laden errichtet. 1958 wurde ein Versammlungsgebäude errichtet und 1963 eine Telestation. 1968 hatte Akunnaaq bereits 216 Einwohner. Zu diesem Zeitpunkt versorgte ein Kraftwerk die öffentlichen Einrichtungen.

## Wirtschaft
Die Bewohner Akunnaaqs leben größtenteils von der Fischerei, Robben- und Waljagd, von der Arbeit in der Fischfabrik oder als Handwerker. Weitere Arbeitsmöglichkeiten bieten sich als Dienstleister, in der Pilersuisoq-Filiale, in der Schule Aadap Atuarfia mit etwa 15 Schülern oder in der Verwaltungsarbeit.

## Infrastruktur und Versorgung
Akunnaaq hat einen natürlichen Hafen mit Kais, Bootsrampe und Pontonbrücke. Im äußersten Westen befindet sich der Heliport Akunnaaq. Größere Wege gibt es nur zwei, die den Heliport, den Hafen, die Versorgungsanlagen, die Kirche, die Müllhalde und die zwei Friedhöfe anbinden.
Nukissiorfiit versorgt den Ort über ein Dieselaggregat mit Strom und über Leitungen mit Wasser. Die Häuser werden mit Ölöfen beheizt, Müll wird deponiert und verbrannt.

## Bebauung
Ein Großteil der Gebäude in Akunnaaq ist bereits vor 1960 erbaut. So zum Beispiel die Kirche von 1908, die ebenso wie das Haus des Handelsverwalters von 1926, das Einsalzungsgebäude von 1948 und zwei alte Warenhäuser als erhaltenswürdig eingestuft sind. Es gibt im Ort auch eine Wäscherei, eine Zimmerei, eine Post, einen Handelsplatz, eine Dorfhalle und einen Fußballplatz, wo A-51 Akunnaaq trainiert.

## Sport
Aus Akunnaaq stammt der 1951 gegründete Fußballverein A-51 Akunnaaq, der sich 1995 für die Schlussrunde der Grönländischen Fußballmeisterschaft qualifizieren konnte.

## Söhne und Töchter
- Ane Hansen (* 1961), Politikerin (Inuit Ataqatigiit)

## Bevölkerungsentwicklung
Die Einwohnerzahl von Akunnaaq sinkt stark. Seit 1977 hat der Ort zwei Drittel seiner Einwohner verloren.

## Panorama

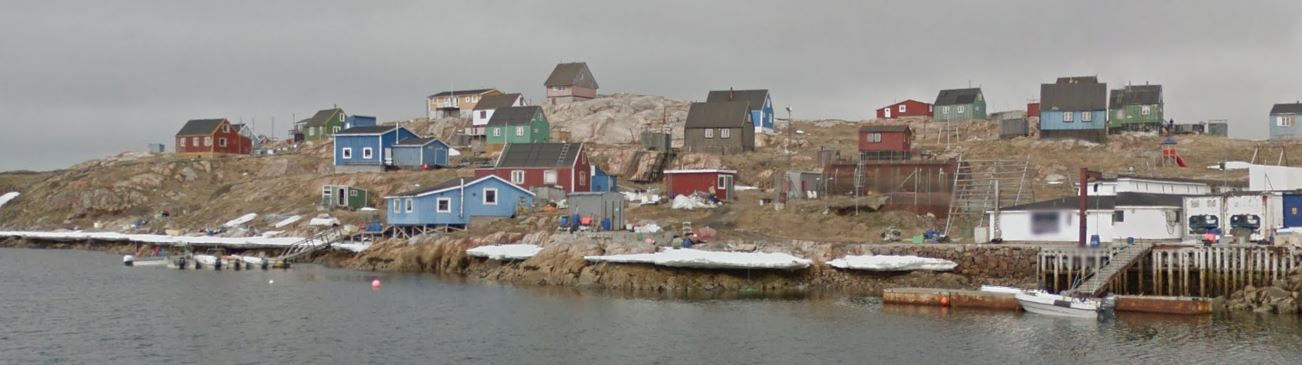
Akunnaaq (2017)